# 圆形狼牙蟹
圆形狼牙蟹（学名：Lupocyclus rotundatus）为梭子蟹科狼牙蟹属的动物。分布于马来半岛、安汶海、澳大利亚、安达曼海、斯里兰卡以及中国大陆的南沙群岛等地，生活环境为海水，主要栖息于水深 67米的泥沙质底。该物种的模式产地在菲律宾巴兰加岛及加里曼丹婆罗洲北端。